# Navadurgā
En el marco del hinduismo, Navadurgá (‘nueve Durgás’) es la manifestación de la diosa Durgá en nueve formas diferentes.

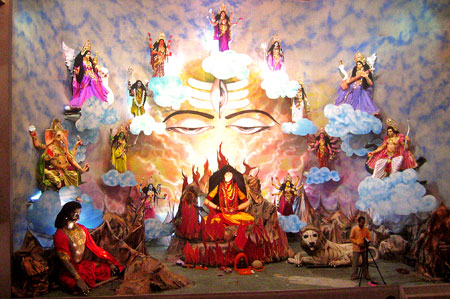
Navadurga adoradas en Varanasi.

- नवदुर्गा, en escritura devánagari.
- navadurgā, en el sistema IAST de transliteración.

Estas nueve formas son:
- Brahmachāriṇī (la célibe)
- Chandraghaṇṭā (campana lunar)
- Kālarātrī (noche oscura)
- Kātyāyanī (descendiente de Kātyāyana y éste descendiente del sabio Kati [‘¿cuántos?’ o ‘varios’], hijo de Vishuá Mitra)
- Kuṣmāṇḍā (‘calabaza’, y también los versos del Vājasaneyi-saṃhitā 20.14-16, que se cantan en cierto rito para penitencia o expiación de pecados)
- Mahāgaurī (gran dorada)
- Śailaputrī (hija de los montes Shaila [‘de piedra’], los Himalayas).
- Siddhi Dātrī (dadora de perfección)
- Skanda Mātā (madre de Skanda).[1]

Las diosas Navadurga se adoran juntas en otoño, durante el festival Navaratri (‘nueve noches’), un periodo de festividades de acuerdo con el calendario hindú.

## Formas de manifestación
Durga, la diosa madre de los hindúes y una forma de Deví y Shakti, se cree que se manifiesta de varias formas. 
Navadurga sería el aspecto más sagrado de la diosa.
De acuerdo con la tradición hinduista, hay tres formas en que Durga se manifiesta: Mahasaraswati, Mahalakshmi y Mahakali, que son energías activas (shakti) de los dioses Brahmá, Vishnú y Shivá respectivamente (sin sus consortes, estos dioses perderían todo poder y no podrían ni siquiera levantar un dedo).
Estas tres formas de Durga se manifiestan en dos formas cada una, y así surgen las nueve encarnaciones, que colectivamente reciben el nombre de Nueve Durgas Navadurga o Nueve Durgas.
En India, Navadurga es la kula devata (‘deidad familiar’) de muchos GSB (Gauda Saraswata Bráhmanas), en los estados indios de Goa y Majarashtra.
Hay muchos templos de las Navadurga en Goa, tales como
- Madkiam
- Kundaim
- Pale
- Poingueinim
- Borim
- Adkolna (Siddheshwar)
- Surla
- Redi
- Vengurla.

Las Navadurga de Redi fueron trasladadas desde Goa en el siglo XVI hasta su actual ubicación en Vengurla.